# St. Gangolf (Kohren)

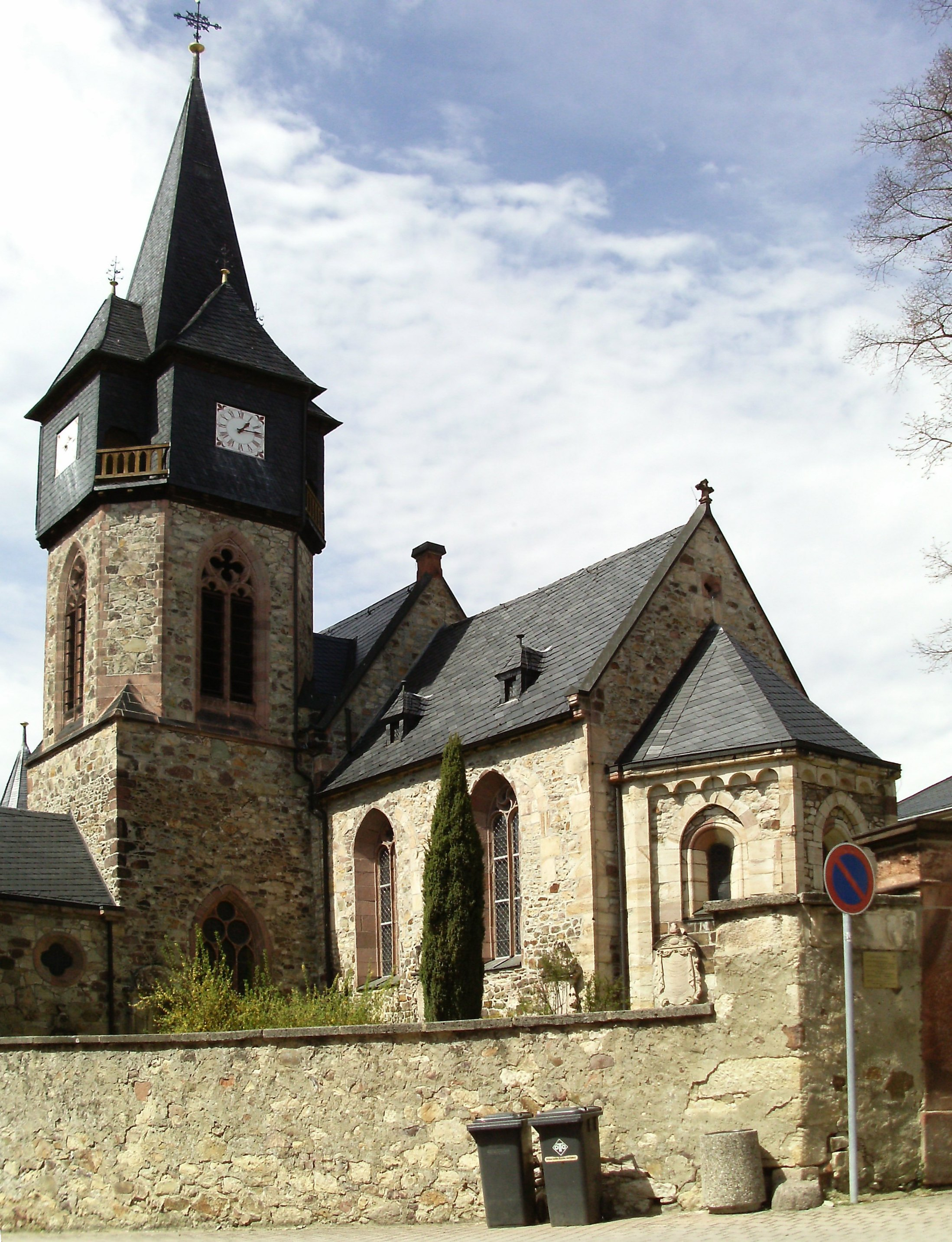
St. Gangolf (Kohren)

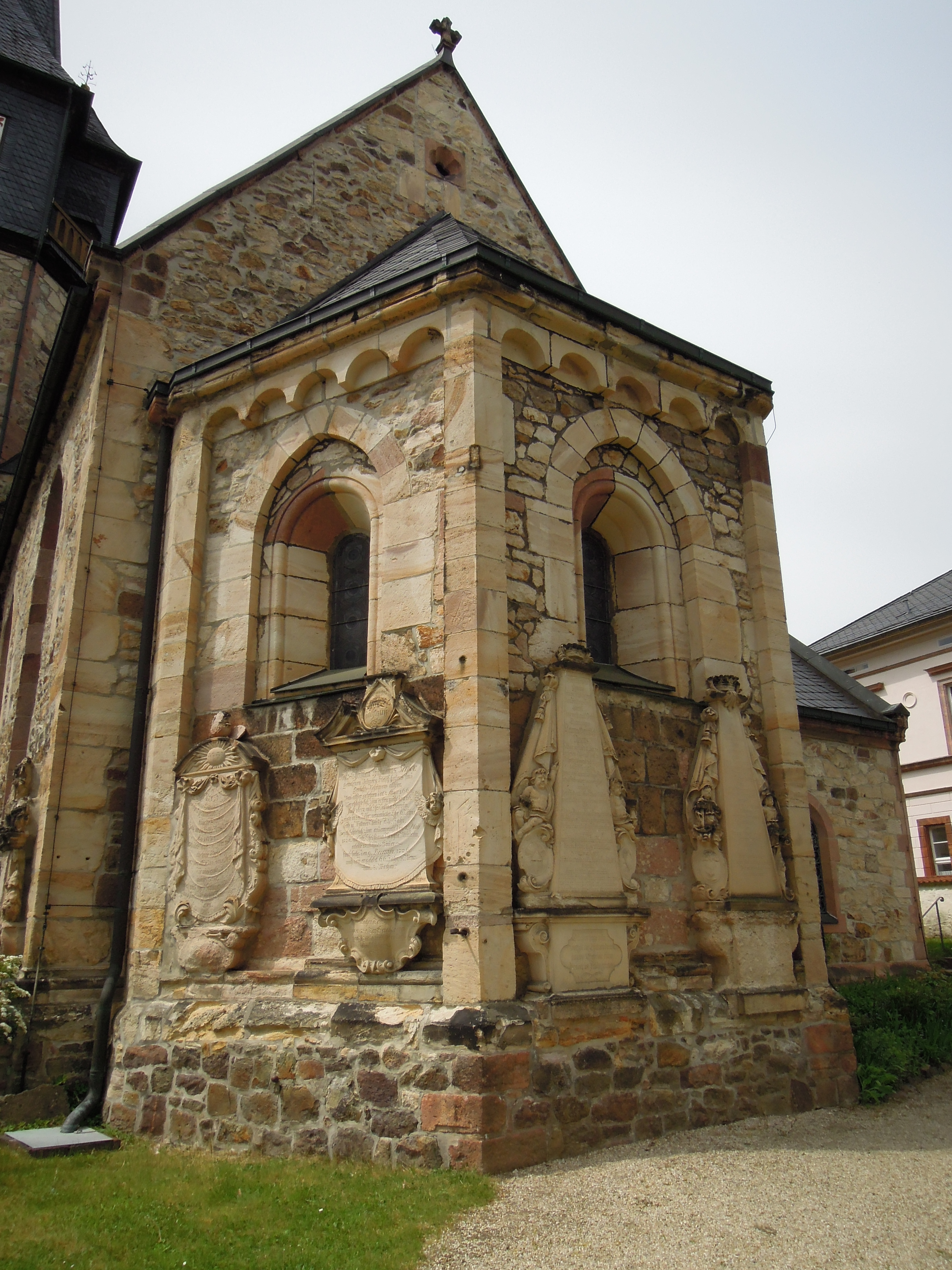
Chor von außen

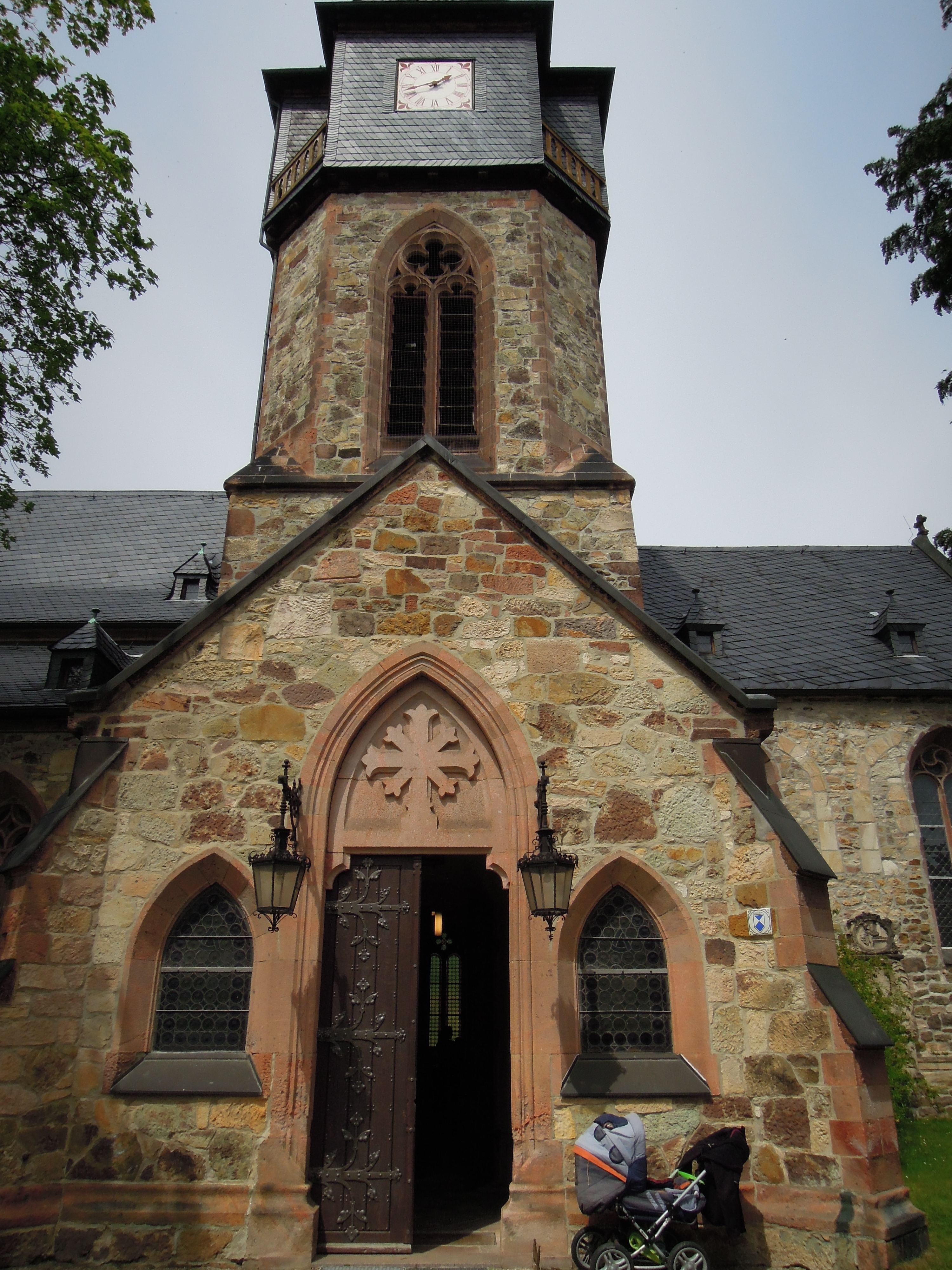
Südportal

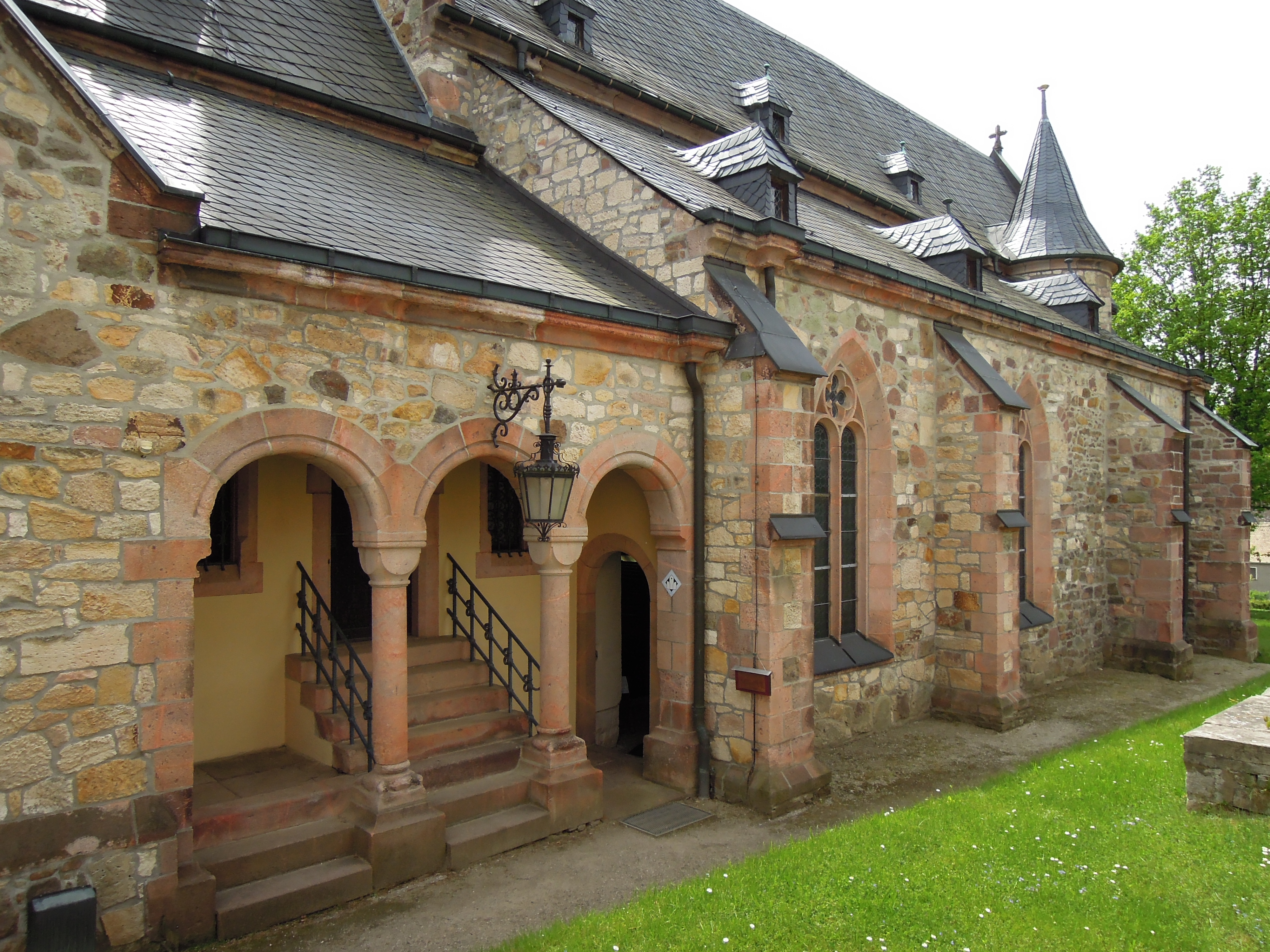
Nordseite

Die evangelische Stadtkirche St. Gangolf ist eine Kirche im Übergangsstil zwischen Spätromanik und Frühgotik in Kohren-Sahlis im Landkreis Leipzig in Sachsen. Sie gehört zur Kirchengemeinde Kohren-Sahlis im Kirchspiel Kohrener Land der Evangelisch-Lutherischen Landeskirche Sachsens.

## Geschichte und Architektur
Die Kirche St. Gangolf ist eine auf einer Anhöhe nördlich des Marktes gelegene, trotz verschiedener Veränderungen einheitlich wirkende Kirche vom Anfang des 13. Jahrhunderts. Das Patrozinium ist bereits für das 13. Jahrhundert nachgewiesen. Das Bauwerk im Übergangsstil wurde in der zweiten Hälfte des 15. Jahrhunderts eingewölbt, wobei der Obergaden des Mittelschiffs entfernt und die Strebepfeiler erbaut wurden. Um 1690 erfolgten weitere Umbauten. Die Kirche wurde 1878/79 durch Gotthilf Ludwig Möckel baulich ergänzt und mit einer neuromanischen Ausstattung versehen.
Die Kirche ist ein verputzter Bruchsteinbau auf einem leicht verzogenen Grundriss mit einem eingezogenen Chor, der mit drei Seiten eines Sechsecks schließt und mit Ecklisenen und Blendarkaden gegliedert ist. Die Kombination von Rundbogenfenstern und Spitzbogenblenden ist kennzeichnend für den Übergangsstil, der in der Region selten vorkommt. Die Seitenschiffe zeigen bereits frühgotische Maßwerkfenster. Der Turm ist über dem ursprünglich wohl nicht dafür vorgesehenen östlichen Joch des südlichen Seitenschiffs erbaut worden und zeigt ein oktogonales Obergeschoss mit einem abschließenden hölzernen Aufbau aus der Zeit von 1878/79. Im gleichen Jahr wurden die Vorhalle an der Westseite, die Sakristei an der Ostseite und der Eingangsbau an der Südseite in neuromanischen Formen erbaut.
Das Innere des dreischiffigen und dreijochigen Langhauses ist durch den Gegensatz zwischen dem hohen Mittelschiff und den niedrigen Seitenschiffen bestimmt. Im Mittelschiff ist ein Parallelrippengewölbe auf gedrungenen Pfeilern eingezogen. Die Gewölbeanfänger sind mit plastischen Darstellungen von Menschen, Tieren und Pflanzen, die Schlusssteine mit Reliefs (Meisterzeichen, Agnus Dei, Christus und Doppeladler) versehen. Die Seitenschiffe sind mit Kreuzrippengewölben abgeschlossen, das östliche Joch des südlichen Seitenschiffs zeigt  geschweifte Rippen in Vierpassform. Die beiden Chorjoche sind mit Tonnengewölben überspannt. Auf der Chornordseite ist eine Patronatsloge, im Mittelschiff über dem nordöstlichen Scheidbogen die sogenannte Töpferloge mit gestaffelter dreiteiliger Rundbogengruppe eingebaut, die noch aus der Erbauungszeit stammt.

## Ausstattung
Neben der neuromanischen Ausstattung sind ein manieristischer Epitaphaltar, das spätgotische Sakramentshäuschen vom Ende des 15. Jahrhunderts mit einem Relief des Agnus Dei im Chor und mehrere Grabmäler in der Turmhalle zu erwähnen. Der Epitaphaltar von 1616 für Wolff von Löser ist mit einem reichverzierten Aufbau in der Art des Johann de Perre versehen. Die Predella ist mit einer Darstellung der Familie Wolff von Lösers versehen, im Hauptfeld ist das Abendmahl flankiert von Wappenschilden dargestellt. Die Seitentafeln zeigen die Verkündigung, die Geburt und die Auferstehung Christi, abschließend ist das Weltgericht gezeigt.
In der Turmhalle sind drei klassizistische Grabmäler erhalten, darunter das künstlerisch wertvolle Grabmal des George Leberecht Crusius († 1805) aus schwarzem Marmor mit einer Reliefbüste des Verstorbenen aus weißem Marmor.
Die Orgel ist ein Werk der Firma Walcker aus dem Jahr 1879 mit 14 Registern auf zwei Manualen und Pedal.